# Mistrovství světa ve fotbale hráčů do 20 let 2009
Mistrovství světa ve fotbale hráčů do 20 let 2009 se konalo od 24. září do 16. října v Egyptě. Turnaj, pořádaný pod patronací FIFA byl sedmnáctým v pořadí a odehrál se ve městech: Káhira, Alexandrie, Suez, Port Said a Ismailia. Turnaj se měl původně hrát v červnu 2009, nicméně kvůli Konfederačnímu poháru FIFA, který se v červnu konal v Jihoafrické republice, se přesunul na podzim. Obhájcem titulu byla Argentina, která se však na závěrečný turnaj překvapivě nekvalifikovala. Mistrovský titul získal tým Ghany jako vůbec první africký tým v historii šampionátu. Na turnaji mohli hrát hráči narození po 1. lednu 1989.

## Účastníci
| Konfederace                                   | Kvalifikační turnaj                                       | Kvalifikované týmy                             |
| --------------------------------------------- | --------------------------------------------------------- | ---------------------------------------------- |
| AFC (Asie)                                    | Mistrovství Asie ve fotbale hráčů do 19 let 2008          | SAE Uzbekistán Austrálie Jižní Korea           |
| CAF (Afrika)                                  | Mistrovství Afriky ve fotbale hráčů do 20 let 2009        | Ghana Kamerun Jihoafrická republika Nigérie    |
| CONCACAF (Severní, Střední Amerika a Karibik) | Mistrovství ve fotbale zemí CONCACAF hráčů do 20 let 2009 | Kostarika USA Honduras Trinidad a Tobago       |
| CONMEBOL (Jižní Amerika)                      | Mistrovství Jižní Ameriky ve fotbale hráčů do 20 let 2009 | Brazílie Paraguay Uruguay Venezuela            |
| OFC (Oceánie)                                 | Mistrovství Oceánie ve fotbale hráčů do 20 let 2009       | Tahiti                                         |
| UEFA (Evropa)                                 | Mistrovství Evropy ve fotbale hráčů do 19 let 2008        | Německo Itálie Česko Maďarsko Španělsko Anglie |
| Hostitel                                      | Hostitel                                                  | Egypt                                          |

## Stadiony
| Město      | Stadion                        |
| ---------- | ------------------------------ |
| Káhira     | Cairo International Stadium    |
| Káhira     | Cairo Military Academy Stadium |
| Alexandrie | Borg El Arab Stadium           |
| Alexandrie | Alexandria Stadium             |
| Suez       | Mubarak Stadium                |
| Port Said  | Port Said Stadium              |
| Ismá'ílíja | Ismailia Stadium               |

## Skupiny
Los základních skupin proběhl 5. dubna 2009.
| Vysvětlivky | Vysvětlivky                                                                                    |
| ----------- | ---------------------------------------------------------------------------------------------- |
|             | První dva týmy z každé skupiny a čtyři nejlepší týmy na třetích místech postoupily do play off |

### Skupina A
| # | Tým               | Z | V | R | P | VB | OB | RS | B |
| - | ----------------- | - | - | - | - | -- | -- | -- | - |
| 1 | Egypt             | 3 | 2 | 0 | 1 | 9  | 5  | +4 | 6 |
| 2 | Paraguay          | 3 | 1 | 2 | 0 | 2  | 1  | +1 | 5 |
| 3 | Itálie            | 3 | 1 | 1 | 1 | 4  | 5  | -1 | 4 |
| 4 | Trinidad a Tobago | 3 | 0 | 1 | 2 | 2  | 6  | -4 | 1 |

| 24. září 2009 20:00                                   |        |                       |                                                                              |
| Egypt                                                 | 4 – 1  | Trinidad a Tobago     | Borg El Arab Stadium, Alexandrie diváci: 74 000 rozhodčí: Frank de Bleeckere |
| Afroto 30' Hussam Arafat 51' 90+3' Mohamed Talaat 59' | Report | 36' Jean Luc Rochford | Borg El Arab Stadium, Alexandrie diváci: 74 000 rozhodčí: Frank de Bleeckere |

| 25. září 2009 16:00 |        |        |                                                                      |
| Paraguay            | 0 – 0  | Itálie | Cairo International Stadium, Káhira rozhodčí: Subkhiddin Mohd Salleh |
|                     | Report |        | Cairo International Stadium, Káhira rozhodčí: Subkhiddin Mohd Salleh |

| 28. září 2009 18:45                            |        |                   |                                                             |
| Itálie                                         | 2 – 1  | Trinidad a Tobago | Cairo International Stadium, Káhira rozhodčí: Peter O'Leary |
| Michelangelo Albertazzi 39' Silvano Raggio 78' | Report | 67' Juma Clarence | Cairo International Stadium, Káhira rozhodčí: Peter O'Leary |

| 28. září 2009 21:30 |        |                                            |                                                          |
| Egypt               | 1 – 2  | Paraguay                                   | Cairo International Stadium, Káhira rozhodčí: Ivan Bebek |
| Afroto 38'          | Report | 27' Federico Santander 90+4' Aldo Paniagua | Cairo International Stadium, Káhira rozhodčí: Ivan Bebek |

| 1. října 2009 21:30 |        |          |                                                 |
| Trinidad a Tobago   | 0 – 0  | Paraguay | Al Salam Stadium, Káhira rozhodčí: Eddy Maillet |
|                     | Report |          | Al Salam Stadium, Káhira rozhodčí: Eddy Maillet |

| 1. října 2009 21:30                            |        |                                      |                                                               |
| Itálie                                         | 2 – 4  | Egypt                                | Cairo International Stadium, Káhira rozhodčí: Marco Rodriguez |
| Umberto Eusepi 29' Michelangelo Albertazzi 53' | Report | 23' 45+1' Ahmed Shoukry 70' 80' Bogy | Cairo International Stadium, Káhira rozhodčí: Marco Rodriguez |

### Skupina B
| # | Tým       | Z | V | R | P | VB | OB | RS  | B |
| - | --------- | - | - | - | - | -- | -- | --- | - |
| 1 | Španělsko | 3 | 3 | 0 | 0 | 13 | 0  | +13 | 9 |
| 2 | Venezuela | 3 | 2 | 0 | 1 | 9  | 3  | +6  | 6 |
| 3 | Nigérie   | 3 | 1 | 0 | 2 | 5  | 3  | +2  | 3 |
| 4 | Tahiti    | 3 | 0 | 0 | 3 | 0  | 21 | -21 | 0 |

| 25. září 2009 18:45 |        |                        |                                                    |
| Nigérie             | 0 – 1  | Venezuela              | Al Salam Stadium, Káhira rozhodčí: Roberto Rosetti |
|                     | Report | 45' Yonathan Del Valle | Al Salam Stadium, Káhira rozhodčí: Roberto Rosetti |

| 25. září 2009 21:30                                                                     |        |        |                                                    |
| Španělsko                                                                               | 8 – 0  | Tahiti | Al Salam Stadium, Káhira rozhodčí: Mohamed Benouza |
| Aaron Niguez 11' 15' Emilio Nsue 17' 32' Fran Merida 74' Kike 79' 86' Ander Herrera 89' | Report |        | Al Salam Stadium, Káhira rozhodčí: Mohamed Benouza |

| 28. září 2009 16:00 |        |                           |                                                       |
| Nigérie             | 0 – 2  | Španělsko                 | Al Salam Stadium, Káhira rozhodčí: Frank de Bleeckere |
|                     | Report | 33' 83' (pen) Fran Merida | Al Salam Stadium, Káhira rozhodčí: Frank de Bleeckere |

| 28. září 2009 18:45 |        | |                                                           |
| Tahiti              | 0 – 8  | Venezuela                                                                                                   | Al Salam Stadium, Káhira rozhodčí: Subkhiddin Mohd Salleh |
|                     | Report | 4' 27' 90+2' José Salomón Rondón 19' Jose Manuel Velazquez 72' Oscar Rojas 78' 88' 90+1' Yonathan Del Valle | Al Salam Stadium, Káhira rozhodčí: Subkhiddin Mohd Salleh |

| 1. října 2009 18:45 |        |                                                          |                                                 |
| Venezuela           | 0 – 3  | Španělsko                                                | Al Salam Stadium, Káhira rozhodčí: Joel Aguilar |
|                     | Report | 12' Dani Parejo 26' (pen) Aaron Niguez 77' Ander Herrera | Al Salam Stadium, Káhira rozhodčí: Joel Aguilar |

| 1. října 2009 18:45 |        |                                                                                            |                                                                |
| Tahiti              | 0 – 5  | Nigérie                                                                                    | Cairo International Stadium, Káhira rozhodčí: Thomas Einwaller |
|                     | Report | 15' Obiora Nwankwo 24' Ibok Edet 34' Kehinde Fatai 45+1' Nurudeen Orelesi 90' Daniel Adejo | Cairo International Stadium, Káhira rozhodčí: Thomas Einwaller |

### Skupina C
| # | Tým         | Z | V | R | P | VB | OB | RS | B |
| - | ----------- | - | - | - | - | -- | -- | -- | - |
| 1 | Německo     | 3 | 2 | 1 | 0 | 7  | 1  | +6 | 7 |
| 2 | Jižní Korea | 3 | 1 | 1 | 1 | 4  | 3  | +1 | 4 |
| 3 | USA         | 3 | 1 | 0 | 2 | 4  | 7  | -3 | 3 |
| 4 | Kamerun     | 3 | 1 | 0 | 2 | 3  | 7  | -4 | 3 |

| 26. září 2009 16:00 |        |                                                                    |                                                |
| USA                 | 0 – 3  | Německo                                                            | Mubarak Stadium, Suez rozhodčí: Júiči Nišimura |
|                     | Report | 30' (pen) Semih Aydilek 32' Florian Jungwirth 72' Manuel Schäffler | Mubarak Stadium, Suez rozhodčí: Júiči Nišimura |

| 26. září 2009 18:45                   |        |             |                                                 |
| Kamerun                               | 2 – 0  | Jižní Korea | Mubarak Stadium, Suez rozhodčí: Hector Baldassi |
| Andre Akono Effa 19' Germain Tiko 64' | Report |             | Mubarak Stadium, Suez rozhodčí: Hector Baldassi |

| 29. září 2009 16:00 |        |                         |                                            |
| Jižní Korea         | 1 – 1  | Německo                 | Mubarak Stadium, Suez rozhodčí: Oscar Ruiz |
| Kim Min Woo 71'     | Report | 33' Richard Sukuta-Pasu | Mubarak Stadium, Suez rozhodčí: Oscar Ruiz |

| 29. září 2009 18:45                                                 |        |                       |                                                 |
| USA                                                                 | 4 – 1  | Kamerun               | Mubarak Stadium, Suez rozhodčí: Jorge Larrionda |
| Bryan Arguez 45+1' Tony Taylor 47' Dilly Duka 67' Brian Ownby 90+1' | Report | 75' (pen) Banana Yaya | Mubarak Stadium, Suez rozhodčí: Jorge Larrionda |

| 2. října 2009 18:45                                        |        |         |                                                     |
| Německo                                                    | 3 – 0  | Kamerun | Ismailia Stadium, Ismailia rozhodčí: Júiči Nišimura |
| Richard Sukuta-Pasu 41' Semih Aydilek 58' Lewis Holtby 70' | Report |         | Ismailia Stadium, Ismailia rozhodčí: Júiči Nišimura |

| 2. října 2009 18:45                                        |        |     |                                                 |
| Jižní Korea                                                | 3 – 0  | USA | Mubarak Stadium, Suez rozhodčí: Roberto Rosetti |
| Kim Young Gwon 23' Kim Bo Kyung 42' Koo Ja Cheol 75' (pen) | Report |     | Mubarak Stadium, Suez rozhodčí: Roberto Rosetti |

### Skupina D
| # | Tým        | Z | V | R | P | VB | OB | RS | B |
| - | ---------- | - | - | - | - | -- | -- | -- | - |
| 1 | Ghana      | 3 | 2 | 1 | 0 | 8  | 3  | +5 | 7 |
| 2 | Uruguay    | 3 | 2 | 1 | 0 | 6  | 2  | +4 | 7 |
| 3 | Uzbekistán | 3 | 0 | 1 | 2 | 2  | 6  | -4 | 1 |
| 4 | Anglie     | 3 | 0 | 1 | 2 | 1  | 6  | -5 | 1 |

| 26. září 2009 18:45                   |        |                        |                                                      |
| Ghana                                 | 2 – 1  | Uzbekistán             | Ismailia Stadium, Ismailia rozhodčí: Alberto Undiano |
| Ransford Osei 60' Dominic Adiyiah 75' | Report | 47' Sherzodbek Karimov | Ismailia Stadium, Ismailia rozhodčí: Alberto Undiano |

| 26. září 2009 21:30 |        |                   |                                                           |
| Anglie              | 0 – 1  | Uruguay           | Ismailia Stadium, Ismailia rozhodčí: Olegario Benquerenca |
|                     | Report | 84' Tabare Viudez | Ismailia Stadium, Ismailia rozhodčí: Olegario Benquerenca |

| 29. září 2009 18:45 |        |                                                                    |                                                      |
| Uzbekistán          | 0 – 3  | Uruguay                                                            | Ismailia Stadium, Ismailia rozhodčí: Roberto Rosetti |
|                     | Report | 28' Nicolás Lodeiro 62' Jonathan Urretaviscaya 83' Santiago Garcia | Ismailia Stadium, Ismailia rozhodčí: Roberto Rosetti |

| 29. září 2009 21:30                                      |        |        |                                                     |
| Ghana                                                    | 4 – 0  | Anglie | Ismailia Stadium, Ismailia rozhodčí: Júiči Nišimura |
| Dominic Adiyiah 38' 88' Andre Ayew 57' Ransford Osei 82' | Report |        | Ismailia Stadium, Ismailia rozhodčí: Júiči Nišimura |

| 2. října 2009 21:30                      |        |                                      |                                                 |
| Uruguay                                  | 2 – 2  | Ghana                                | Ismailia Stadium, Ismailia rozhodčí: Ivan Bebek |
| Nicolás Lodeiro 74' Abel Hernandez 90+1' | Report | 54' Mohammed Rabiu 70' Ransford Osei | Ismailia Stadium, Ismailia rozhodčí: Ivan Bebek |

| 2. října 2009 21:30 |        |                           |                                            |
| Uzbekistán          | 1 – 1  | Anglie                    | Mubarak Stadium, Suez rozhodčí: Oscar Ruiz |
| Ivan Nagaev 77'     | Report | 88' Alex Tchuimeni-Nimely | Mubarak Stadium, Suez rozhodčí: Oscar Ruiz |

### Skupina E
| # | Tým       | Z | V | R | P | VB | OB | RS | B |
| - | --------- | - | - | - | - | -- | -- | -- | - |
| 1 | Brazílie  | 3 | 2 | 1 | 0 | 8  | 1  | +7 | 7 |
| 2 | Česko     | 3 | 2 | 1 | 0 | 5  | 3  | +2 | 7 |
| 3 | Kostarika | 3 | 1 | 0 | 2 | 5  | 8  | -3 | 3 |
| 4 | Austrálie | 3 | 0 | 0 | 3 | 2  | 8  | -6 | 0 |

| 27. září 2009 16:00                                            |        |           |                                                         |
| Brazílie                                                       | 5 – 0  | Kostarika | Port Said Stadium, Port Said rozhodčí: Thomas Einwaller |
| Alan Kardec 24' 44' Giuliano 35' Alex Teixeira 75' Boquita 89' | Report |           | Port Said Stadium, Port Said rozhodčí: Thomas Einwaller |

| 27. září 2009 18:45                         |        |                           |                                                        |
| Česko                                       | 2 – 1  | Austrálie                 | Port Said Stadium, Port Said rozhodčí: Marco Rodriguez |
| Michael Rabušic 50' Tomáš Pekhart 89' (pen) | Report | 90+4' (pen) James Holland | Port Said Stadium, Port Said rozhodčí: Marco Rodriguez |

| 30. září 2009 16:00 |        |                                                             |                                                        |
| Austrálie           | 0 – 3  | Kostarika                                                   | Port Said Stadium, Port Said rozhodčí: Mohamed Benouza |
|                     | Report | 35' Diego Madrigal 82' (vl.) Luke Devere 90+3' David Guzman | Port Said Stadium, Port Said rozhodčí: Mohamed Benouza |

| 30. září 2009 18:45 |        |       |                                                        |
| Brazílie            | 0 – 0  | Česko | Port Said Stadium, Port Said rozhodčí: Alberto Undiano |
|                     | Report |       | Port Said Stadium, Port Said rozhodčí: Alberto Undiano |

| 3. října 2009 21:30                        |        |                                        |                                                               |
| Kostarika                                  | 2 – 3  | Česko                                  | Alexandria Stadium, Alexandrie rozhodčí: Olegario Benquerenca |
| Diego Estrada 49' (pen) Josue Martinez 61' | Report | 11' 86' Jan Chramosta 77' Jan Vošahlík | Alexandria Stadium, Alexandrie rozhodčí: Olegario Benquerenca |

| 3. října 2009 21:30 |        |                                               |                                                           |
| Austrálie           | 1 – 3  | Brazílie                                      | Port Said Stadium, Port Said rozhodčí: Frank de Bleeckere |
| Aaron Mooy 14'      | Report | 34' Ciro 62' Douglas Costa 81' Paulo Henrique | Port Said Stadium, Port Said rozhodčí: Frank de Bleeckere |

### Skupina F
| # | Tým                   | Z | V | R | P | VB | OB | RS | B |
| - | --------------------- | - | - | - | - | -- | -- | -- | - |
| 1 | Maďarsko              | 3 | 2 | 0 | 1 | 6  | 3  | +3 | 6 |
| 2 | SAE                   | 3 | 1 | 1 | 1 | 3  | 4  | -1 | 4 |
| 3 | Jihoafrická republika | 3 | 1 | 1 | 1 | 4  | 6  | -2 | 4 |
| 4 | Honduras              | 3 | 1 | 0 | 2 | 3  | 3  | 0  | 3 |

| 27. září 2009 18:45                             |        |                        |                                                       |
| SAE                                             | 2 – 2  | Jihoafrická republika  | Alexandria Stadium, Alexandrie rozhodčí: Joel Aguilar |
| Hamdan Al Kamali 90+1' (pen) Theyab Awana 90+3' | Report | 54' 72' Kermit Erasmus | Alexandria Stadium, Alexandrie rozhodčí: Joel Aguilar |

| 27. září 2009 21:30                       |        |          |                                                       |
| Honduras                                  | 3 – 0  | Maďarsko | Alexandria Stadium, Alexandrie rozhodčí: Eddy Maillet |
| Mario Martínez 35' 70' Arnold Peralta 84' | Report |          | Alexandria Stadium, Alexandrie rozhodčí: Eddy Maillet |

| 30. září 2009 18:45                                                                 |        |                       |                                                          |
| Maďarsko                                                                            | 4 – 0  | Jihoafrická republika | Alexandria Stadium, Alexandrie rozhodčí: Hector Baldassi |
| Zsolt Korcsmar 49' Vladimir Koman 55' (pen) Andras Debreceni 71' Adam Presinger 90' | Report |                       | Alexandria Stadium, Alexandrie rozhodčí: Hector Baldassi |

| 30. září 2009 21:30 |        |          |                                                               |
| SAE                 | 1 – 0  | Honduras | Alexandria Stadium, Alexandrie rozhodčí: Olegario Benquerenca |
| Ahmed Khalil 41'    | Report |          | Alexandria Stadium, Alexandrie rozhodčí: Olegario Benquerenca |

| 3. října 2009 18:45                     |        |     |                                                        |
| Maďarsko                                | 2 – 0  | SAE | Alexandria Stadium, Alexandrie rozhodčí: Peter O'Leary |
| Krisztián Németh 19' Vladimir Koman 23' | Report |     | Alexandria Stadium, Alexandrie rozhodčí: Peter O'Leary |

| 3. října 2009 18:45                  |        |          |                                                        |
| Jihoafrická republika                | 2 – 0  | Honduras | Port Said Stadium, Port Said rozhodčí: Jorge Larrionda |
| Andile Jali 31' Sibusiso Khumalo 46' | Report |          | Port Said Stadium, Port Said rozhodčí: Jorge Larrionda |

### Žebříček týmů na třetích místech
| Sk. | Tým                   | Z | V | R | P | VG | IG | +/- | B |
| --- | --------------------- | - | - | - | - | -- | -- | --- | - |
| A   | Itálie                | 3 | 1 | 1 | 1 | 4  | 5  | -1  | 4 |
| F   | Jihoafrická republika | 3 | 1 | 1 | 1 | 4  | 6  | -2  | 4 |
| B   | Nigérie               | 3 | 1 | 0 | 2 | 5  | 3  | +2  | 3 |
| E   | Kostarika             | 3 | 1 | 0 | 2 | 5  | 8  | -3  | 3 |
| C   | USA                   | 3 | 1 | 0 | 2 | 4  | 7  | -3  | 3 |
| D   | Uzbekistán            | 3 | 0 | 1 | 2 | 2  | 6  | -4  | 1 |

## Vyřazovací boje
Vyřazovací fáze se hrála podle pravidla pro vytvoření pavouka play-off se 16 týmy, které postoupily z 6 skupin na fotbalových mistrovstvích.
|  | Osmifinále                    | Osmifinále         |                    |       | Čtvrtfinále   | Čtvrtfinále   |                    |                    | Semifinále | Semifinále |  |  | Finále | Finále |
|  |                               |                    |                    |       |               |               |                    |                    |            |            |  |  |        |        |
|  | 5. října - Káhira             |                    |                    |       |               |               |                    |                    |            |            |  |  |        |        |
|  |                               |                    |                    |       |               |               |                    |                    |            |            |  |  |        |        |
|  | Paraguay                      | 0                  |                    |       |               |               |                    |                    |            |            |  |  |        |        |
|  | Paraguay                      | 0                  | 9. října - Suez    |       |               |               |                    |                    |            |            |  |  |        |        |
|  | Jižní Korea                   | 3                  |                    |       |               |               |                    |                    |            |            |  |  |        |        |
|  | Jižní Korea                   | 3                  | Jižní Korea        | 2     |               |               |                    |                    |            |            |  |  |        |        |
|  | 6. října - Ismaïlia           |                    | Jižní Korea        | 2     |               |               |                    |                    |            |            |  |  |        |        |
|  |                               | Ghana              | 3                  |       |               |               |                    |                    |            |            |  |  |        |        |
|  | Ghana                         | Ghana              | 3                  | 2     |               |               |                    |                    |            |            |  |  |        |        |
|  | Ghana                         |                    | 13. října - Káhira | 2     |               |               |                    |                    |            |            |  |  |        |        |
|  | Jižní Afrika                  | 1                  |                    |       |               |               |                    |                    |            |            |  |  |        |        |
|  | Jižní Afrika                  | 1                  | Ghana              | 3     |               |               |                    |                    |            |            |  |  |        |        |
|  | 5. října - Káhira             |                    | Ghana              | 3     |               |               |                    |                    |            |            |  |  |        |        |
|  |                               | Maďarsko           | 2                  |       |               |               |                    |                    |            |            |  |  |        |        |
|  | Španělsko                     | Maďarsko           | 2                  | 1     |               |               |                    |                    |            |            |  |  |        |        |
|  | Španělsko                     | 9. října - Suez    |                    | 1     |               |               |                    |                    |            |            |  |  |        |        |
|  | Itálie                        | 3                  |                    |       |               |               |                    |                    |            |            |  |  |        |        |
|  | Itálie                        | 3                  | Itálie             | 2     |               |               |                    |                    |            |            |  |  |        |        |
|  | 6. října - Alexandria Stadium |                    | Itálie             | 2     |               |               |                    |                    |            |            |  |  |        |        |
|  |                               | Maďarsko           | 3                  |       |               |               |                    |                    |            |            |  |  |        |        |
|  | Maďarsko                      | Maďarsko           | 3                  | 2 (4) |               |               |                    |                    |            |            |  |  |        |        |
|  | Maďarsko                      |                    | 16. října - Káhira | 2 (4) |               |               |                    |                    |            |            |  |  |        |        |
|  | Česko                         | 2 (3)              |                    |       |               |               |                    |                    |            |            |  |  |        |        |
|  | Česko                         | 2 (3)              | Ghana              | 0 (4) |               |               |                    |                    |            |            |  |  |        |        |
|  | 7. října - Port Said          |                    | Ghana              | 0 (4) |               |               |                    |                    |            |            |  |  |        |        |
|  |                               | Brazílie           | 0 (3)              |       |               |               |                    |                    |            |            |  |  |        |        |
|  | Brazílie                      | Brazílie           | 0 (3)              | 3     |               |               |                    |                    |            |            |  |  |        |        |
|  | Brazílie                      | 10. října - Káhira |                    | 3     |               |               |                    |                    |            |            |  |  |        |        |
|  | Uruguay                       | 1                  |                    |       |               |               |                    |                    |            |            |  |  |        |        |
|  | Uruguay                       | 1                  | Brazílie           | 2     |               |               |                    |                    |            |            |  |  |        |        |
|  | 7. října - Suez               |                    | Brazílie           | 2     |               |               |                    |                    |            |            |  |  |        |        |
|  |                               | Německo            | 1                  |       |               |               |                    |                    |            |            |  |  |        |        |
|  | Německo                       | Německo            | 1                  | 3     |               |               |                    |                    |            |            |  |  |        |        |
|  | Německo                       |                    | 13. října - Káhira | 3     |               |               |                    |                    |            |            |  |  |        |        |
|  | Nigérie                       | 2                  |                    |       |               |               |                    |                    |            |            |  |  |        |        |
|  | Nigérie                       | 2                  | Brazílie           | 1     |               |               |                    |                    |            |            |  |  |        |        |
|  | 7. října - Suez               |                    | Brazílie           | 1     |               |               |                    |                    |            |            |  |  |        |        |
|  |                               | Kostarika          | 0                  |       | O třetí místo | O třetí místo |                    |                    |            |            |  |  |        |        |
|  | Venezuela                     | Kostarika          | 0                  | 1     | O třetí místo | O třetí místo |                    |                    |            |            |  |  |        |        |
|  | Venezuela                     | 10. října - Káhira | 10. října - Káhira | 1     |               |               | 16. října - Káhira | 16. října - Káhira |            |            |  |  |        |        |
|  | SAE                           | 10. října - Káhira | 10. října - Káhira | 2     |               |               | 16. října - Káhira | 16. října - Káhira |            |            |  |  |        |        |
|  | SAE                           | SAE                | 1                  | 2     | Maďarsko      | 1 (2)         |                    |                    |            |            |  |  |        |        |
|  | 6. října - Káhira             | SAE                | 1                  |       | Maďarsko      | 1 (2)         |                    |                    |            |            |  |  |        |        |
|  |                               | Kostarika          | 2                  |       | Kostarika     | 1 (0)         |                    |                    |            |            |  |  |        |        |
|  | Egypt                         | Kostarika          | 2                  | 0     | Kostarika     | 1 (0)         |                    |                    |            |            |  |  |        |        |
|  | Egypt                         |                    |                    | 0     |               |               |                    |                    |            |            |  |  |        |        |
|  | Kostarika                     | 2                  |                    |       |               |               |                    |                    |            |            |  |  |        |        |
|  | Kostarika                     | 2                  |                    |       |               |               |                    |                    |            |            |  |  |        |        |

### Osmifinále
| 5. října 2009 20:00 |        |                                      |                                                               |
| Paraguay            | 0 – 3  | Jižní Korea                          | Cairo International Stadium, Káhira rozhodčí: Mohamed Benouza |
|                     | Report | 55' Kim Bo Kyung 60' 70' Kim Min Woo | Cairo International Stadium, Káhira rozhodčí: Mohamed Benouza |

| 6. října 2009 16:30                |              |                       |                                                    |
| Ghana                              | 2 – 1 po pr. | Jihoafrická republika | Ismailia Stadium, Ismailia rozhodčí: Peter O'Leary |
| Andre Ayew 66' Dominic Adiyiah 99' | Report       | 58' Kermit Erasmus    | Ismailia Stadium, Ismailia rozhodčí: Peter O'Leary |

| 5. října 2009 16:30    |        |                                                |                                                    |
| Španělsko              | 1 – 3  | Itálie                                         | Al Salam Stadium, Káhira rozhodčí: Hector Baldassi |
| Aaron Niguez 66' (pen) | Report | 55' 87' Mattia Mustacchio 61' Andrea Mazzarani | Al Salam Stadium, Káhira rozhodčí: Hector Baldassi |

| 6. října 2009 20:00              |              |                                      |                                                                 |
| Maďarsko                         | 2 – 2 po pr. | Česko                                | Alexandria Stadium, Alexandrie rozhodčí: Subkhiddin Mohd Salleh |
| Máté Kiss 15' Vladimir Koman 99' | Report       | 26' Jan Vošahlík 92' Michael Rabušic | Alexandria Stadium, Alexandrie rozhodčí: Subkhiddin Mohd Salleh |

|                                                                                          |       | Penaltový rozstřel                                                                  |  |
| Adam Presinger Vladimir Koman Janos Szabo Andras Gosztonyi Krisztián Németh Adam Balajti | 4 – 3 | Lukáš Mareček Michael Rabušic Ondřej Čelůstka Jan Vošahlík Jan Morávek Radim Řezník |  |

| 7. října 2009 16:30                   |        |                            |                                                        |
| Brazílie                              | 3 – 1  | Uruguay                    | Port Said Stadium, Port Said rozhodčí: Marco Rodriguez |
| Alan Kardec 22' Alex Teixeira 24' 31' | Report | 36' Jonathan Urretaviscaya | Port Said Stadium, Port Said rozhodčí: Marco Rodriguez |

| 7. října 2009 20:00                       |        |                                     |                                                 |
| Německo                                   | 3 – 2  | Nigérie                             | Mubarak Stadium, Suez rozhodčí: Jorge Larrionda |
| Björn Kopplin 52' 90+3' Mario Vrancic 75' | Report | 51' Danny Uchechi 68' Ibrahim Rabiu | Mubarak Stadium, Suez rozhodčí: Jorge Larrionda |

| 7. října 2009 16:30     |        |                                    |                                              |
| Venezuela               | 1 – 2  | SAE                                | Mubarak Stadium, Suez rozhodčí: Eddy Maillet |
| José Salomón Rondón 12' | Report | 22' Mohamed Ahmed 83' Ahmed Khalil | Mubarak Stadium, Suez rozhodčí: Eddy Maillet |

| 6. října 2009 20:00 |        |                               |                                                                |
| Egypt               | 0 – 2  | Kostarika                     | Cairo International Stadium, Káhira rozhodčí: Thomas Einwaller |
|                     | Report | 21' Jose Mena 88' Marco Ureña | Cairo International Stadium, Káhira rozhodčí: Thomas Einwaller |

### Čtvrtfinále
| 9. října 2009 16:30                 |        |                                          |                                              |
| Jižní Korea                         | 2 – 3  | Ghana                                    | Mubarak Stadium, Suez rozhodčí: Joel Aguilar |
| Park Hee Seong 31' Kim Dong Sub 82' | Report | 8' 78' Dominic Adiyiah 28' Ransford Osei | Mubarak Stadium, Suez rozhodčí: Joel Aguilar |

| 9. října 2009 20:00                           |              |                                                    |                                            |
| Itálie                                        | 2 – 3 po pr. | Maďarsko                                           | Mubarak Stadium, Suez rozhodčí: Oscar Ruiz |
| Antonio Mazzotta 82' Giacomo Bonaventura 113' | Report       | 2' (pen) Vladimir Koman 112' 117' Krisztián Németh | Mubarak Stadium, Suez rozhodčí: Oscar Ruiz |

| 10. října 2009 16:30   |              |                  |                                                               |
| Brazílie               | 2 – 1 po pr. | Německo          | Cairo International Stadium, Káhira rozhodčí: Roberto Rosetti |
| Maicon Marques 88' 91' | Report       | 73' Lewis Holtby | Cairo International Stadium, Káhira rozhodčí: Roberto Rosetti |

| 10. října 2009 20:00 |              |                                       |                                                          |
| SAE                  | 1 – 2 po pr. | Kostarika                             | Cairo International Stadium, Káhira rozhodčí: Ivan Bebek |
| Ahmed Ali 33'        | Report       | 37' Josue Martinez 120+2' Marco Ureña | Cairo International Stadium, Káhira rozhodčí: Ivan Bebek |

### Semifinále
| 13. října 2009 16:30                       |        |                                   |                                                               |
| Ghana                                      | 3 – 2  | Maďarsko                          | Cairo International Stadium, Káhira rozhodčí: Jorge Larrionda |
| Dominic Adiyiah 10' 31' Abeiku Quansah 81' | Report | 73' Marko Futacs 84' Adam Balajti | Cairo International Stadium, Káhira rozhodčí: Jorge Larrionda |

| 13. října 2009 20:00 |        |           |                                                               |
| Brazílie             | 1 – 0  | Kostarika | Cairo International Stadium, Káhira rozhodčí: Alberto Undiano |
| Alan Kardec 67'      | Report |           | Cairo International Stadium, Káhira rozhodčí: Alberto Undiano |

### Zápas o 3. místo
| 16. října 2009 17:00       |        |                 |                                                              |
| Maďarsko                   | 1 – 1  | Kostarika       | Cairo International Stadium, Káhira rozhodčí: Júiči Nišimura |
| Vladimir Koman 90+1' (pen) | Report | 81' Marco Ureña | Cairo International Stadium, Káhira rozhodčí: Júiči Nišimura |

|                                              |       | Penaltový rozstřel                                          |  |
| Krisztián Németh Vladimir Koman Roland Varga | 2 – 0 | Diego Estrada Cristian Gamboa Esteban Luna Carlos Hernandez |  |

### Finále
| 16. října 2009 20:00 |        |          |                                                                  |
| Ghana                | 0 – 0  | Brazílie | Cairo International Stadium, Káhira rozhodčí: Frank de Bleeckere |
|                      | Report |          | Cairo International Stadium, Káhira rozhodčí: Frank de Bleeckere |

|                                                                                              |       | Penaltový rozstřel                                                             |  |
| Andre Ayew Samuel Inkoom Jonathan Mensah Bright Addae Dominic Adiyiah Emmanuel Agyemang-Badu | 4 – 3 | Alan Kardec Giuliano Douglas Costa Josef de Souza Maicon Marques Alex Teixeira |  |

## Vítěz
| Mistrovství světa ve fotbale hráčů do 20 let 2009 Ghana (1.titul) Daniel Adjei • Samuel Inkoom • Gladson Awako • Jonathan Mensah • Daniel Addo • David Addy • Abeiku Quansah • Emmanuel Agyemang-Badu • Agyemang Opoku • André Ayew (C) • Latif Salifu • Ghandi Kassenu • Mohammed Rabiu • Daniel Opare • Philip Boampong • Robert Dabuo • John Benson • Ransford Osei • Bright Addae • Dominic Adiyiah • Joseph Addo |